# پرنسس پیچ: وقت‌نمایش!
پرنسس پیچ: وقت‌نمایش! بازی اکشن-ماجراجویی تولید شده توسط گود-فیل و منتشر شده توسط نینتندو می‌باشد که در ۲۲ مارس سال ۲۰۲۴ برای نینتندو سوئیچ منتشر شد. پس از سوپر پرنسس پیچ (۲۰۰۵) این اولین بازی‌ای می‌باشد که در آن پرنسس پیچ به‌عنوان پروتاگونیست اصلی ایفای نقش می‌کند. 

## خلاصه داستان
یکی از تادهای پرنسس پیچ، بروشوری درباره نمایش‌های «تئاتر اسپارکل» دریافت می‌کند. با کنجکاوی، پیچ تصمیم می‌گیرد به همراه دو تن از تادهایش از این تئاتر دیدن کند. درست در لحظه ورودشان، جادوگر شروری به نام گریپ و گروه شرورش به نام «گروه ترش» به تئاتر حمله کرده و آنجا را تصرف می‌کنند و بسیاری از بازدیدکنندگان از جمله پرنسس پیچ را در ساختمان به دام می‌اندازند. در این میان، پیچ تاج خود را در جریان هیاهو گم می‌کند.  
پیچ سپس با استلا، محافظ تئاتر اسپارکل، ملاقات می‌کند و قبول می‌کند تا به او در بازگرداندن تئاتر کمک کند. آن‌ها با سفر به میان نمایش‌های مختلف تئاتر، سعی می‌کنند «اسپارکلا»ها را نجات دهند؛ ستاره‌های تمام نمایش‌های این تئاتر.  